# Microgenys lativirgata
Microgenys lativirgata är en fiskart som beskrevs av Pearson 1927. Microgenys lativirgata ingår i släktet Microgenys och familjen Characidae. Inga underarter finns listade i Catalogue of Life.